# Ana Cecilia Cartagena
Ana Cecilia Cartagena Hernández (Medellín, 1945-Medellín, 21 de octubre de 1980) fue una jueza colombiana, asesinada por el Cartel de Medellín. Fue la primera juez en ser asesinada por orden de Pablo Escobar.

## Biografía
Se desempeñaba como Juez 50 de Instrucción Criminal del Tribunal de Medellín.

## Asesinato
Fue asesinada en Medellín en la Avenida Oriental con Maracaibo, dentro de su carro, por dos sicarios que iban en una moto azul, de dos disparos en la cabeza. Tras su asesinato los trabajadores judiciales se declararon en paro de dos días y 42 magistrados renunciaron en protesta.